# Леоново (гміна Осенцини)
Леоново (пол. Leonowo) — село в Польщі, у гміні Осенцини Радзейовського повіту Куявсько-Поморського воєводства.
Населення — 68 осіб (2011).
У 1975-1998 роках село належало до Влоцлавського воєводства.

## Демографія
Демографічна структура станом на 31 березня 2011 року:
|          | Загалом | Допрацездатний вік | Працездатний вік | Постпрацездатний вік |
| -------- | ------- | ------------------ | ---------------- | -------------------- |
| Чоловіки | 33      | 6                  | 26               | 1                    |
| Жінки    | 35      | 10                 | 13               | 12                   |
| Разом    | 68      | 16                 | 39               | 13                   |